# Шахнаме
Шахнаме или Књига краљева (перс. شاهنامه; Šāhnāmah) је епска песма коју је написао персијски песник Фирдуси између 977. и 1010. године и која представља национални еп Великог Ирана. Оно се састоји од више од 50.000 стихова, што је два пута више од Хомерових епова, и што га чини најдужом епском песмом коју је писао један песник. Дело пре свега описује митолошку и донекле историјску прошлост Персијског царства од постанка света па све до муслиманског освајања Персије у 7. веку. Поред Ирана, државе попут Азербејџана, Авганистана и регије под утицајем персијске културе попут Грузије, Јерменије, Турске и Дагестана славе овај национални еп.
Дело је од велике важности за персијску културу и персијски језик и сматра се књижевним ремек-делом, и основом за културни идентитет Ирана. Исто тако, важно је за савремене следбенике зороастризма, пошто прати историјске везе од почетка религије и смрти последњег Сасанидског владара Персије током исламске експанзије која је донела слабљење утицаја зороастризма у Ирану.

## Илустроване копије
Илустроване копије дела су међу најраскошнијим примерима персијског минијатурног сликарства. Неколико копија је остало нетакнуто, иако су две од најпознатијих, Хотонове Шахнаме и Велике монголске Шахнаме, биле расклопљене на листове ради засебне продаје у 20. веку. Појединачна страна потоњег издања је продата за £904.000 2006. године. Бајсонгорове Шахнаме, копија илуминираних рукописа дела (Голестанска палата, Иран), је уврштена у Унесков регистар Памћење света предмета културне баштине.
Могулски владари Ирана су оживели и подстакли покровитељство Шахнаме у њеном рукописном облику. „Велики Монгол” или Демотске Шахнаме, издање које је настало током владавине илканатског султана Абу Саида, једна је од највише илустрованих и најважнијих копија Шахнаме.
Тимуриди су наставили традицију продукције рукописа. У њихово време, сматрало се de rigueur за чланове фамилије имају личне копије ове епске поеме. Консеквентно, од три Тамерланова унука — Бајсонгор, Ебранхим султан, и Мохамед Јуки — сваки је наручио такав рукопис. Међу њима, Бајсонгорове Шахнаме рукопис направљен под Бајсонгоровим покровитељсвом је један од најобимнијих и уметнички најсавршених копија Шахнаме.
Продукција илустрованих рукописа Шахнаме у 15. веку је и даље била изобилна током Кара Којунлу или Црна овца (1380–1468) и Ак Којунлу или Бела овца (1378–1508) туркмански династија. Многи од постојећих илустрованих примерака, са више од седамдесет или више слика, се могу приписати Табризу, Ширазу и Багдаду почевши од периода око 1450–60 и настављају се до краја века.
Сафавидска ера је довела до поновног оживљавања продукције Шахнаме. Шах Исмаил  је користио еп за пропагандне сврхе: као гест персијског патриотизма, као прославу обновљене персијске владавине, и као поновно успостављање персијске краљевске власти. Сафавиди су спонзирали детаљне копије Шахнаме као вид подршке њиховог легитимитета. Међу врхунцима илустрација Шахнаме била је серија од 250 минијатура коју је поручио шах Исмаил за манускрипт његовог сина, звана Шахнаме шаха Тахмаспа. Два слична круга илустрација из средине 17. века, Рашидове Шахнаме и Виндзорове Шахнаме, потичу из задњег великог периода персијске минијатуре.
У част миленијумске годишњице Шахнаме, године 2010. је Фицвилијамов музеј у Кембриџу одржао велику изложбу, под насловом „Епови персијских краљева: Уметност Фердосијеве Шахнаме”, која је трајала од септембра 2010. до јануара 2011. године. Галерија Артура М. Саклера из Смитсоновског института у Вашингтону, је исто тако одржала изложбу књига великог формата из периода од 14. до 16. века, под називом „Шахнаме: 1000 година персијске књиге краљева”, од октобра 2010 до априла 2011.
Године 2013 Хамад Рахманијан је илустровао нови енглески превод Шахнаме (преводиоца Ахмада Садрија) користећи снимке низа различитих слика из старих рукописа књиге како би створио нову колекцију слика.

## Модерна издања

### Школска издања
Школска издања Шахнаме су била припремљена. Једно рано издање је припремио Т. Макан 1829. године у Индији. Оно је било базирано на поређењу 17 копија манускрипата. Између 1838. и 1878. године, једно издање које се појавило у Паризу је био припремио француски научник Ж. Мохл, који је свој рад базирао на поређењу 30 манускрипата. У оба издања су недостајали неки од критичних сегмената, и она су била заснована на секундарним рукописима произведеним након 15. века; знатно касније од оригиналног рада. Између 1877. и 1884, немачки научник Ј. А. Фулерс је припремио збирни текст Макановог и Мохловог издања, али су само три од очекиваних девет томова била објављена. Фулерсово издање су касније завршили у Техерану ирански научници С. Нафиси, Икбали и M. Минови за потребе миленијумског јубилеја Фердосија, који је обележен између 1934. и 1936. године
Прво модерно критичко издање Шахнаме је припремио руски тим предвођен Е. Е. Бертелсом, користећи најстарије познате манускрипте из тог времена, који су датирали из 13. и 14. века, уз знатно ослањање на манускрипт из 1276. године из Британског музеја и лењинградски манускрипт из 1333. године, каснији од којих је сматран секундарним манускриптом. Осим тога, два друга манускрипта кориштена у овом издању су исто тако била демовисана. Ово издање је објављено у Москви у покровитељству Института за оријенталне студије Руске академије наука у девет томова издатих у периоду између 1960 и 1971.
Током дугог низа година је московско издање било стандардни текст. Године 1977, један рани манускрип из 1217. године је био поново откривен у Фиренци. Флорентински манускрипт из 1217. године је један од најранијих познатих копија Шахнаме. Он потиче из времена пре Могулске инвазије и уништавања важних библиотека и збирки рукописа која су следила. Користећи тај манускрипт као главни текст, Џалал Калеги-Мотлаг је почео припрему новог критичног издања 1990. Број рукописа који су консултовани током припреме Калеги-Мотлаговог издања превазилази све што било обухваћено радом московског тима. Критичан аспект је била опширност, те је велики број варијанти многих делова поеме био забележен. Задњи том је објављен 2008. године, чиме је дело завршено. Према речима Дика Дејвиса, професора персијског језика на Охајском државном универзитету, то је „далеко најбоље доступно издање Шахнаме, и оно ће вероватно задржати тај статус јако дуго”.

### Арапски превод
Једини арапски превод Шахнаме је урађен око 1220. године заслугом ел-Фат бин Али ел-Бондарија, персијског научника из Исфахана на захтев ајубидског владара Дамаска Муазама. Превод је Nathr (без риме) и био је углавном заборављен док није поновно објављен у потпуности у Египту 1932. године, заслугом историчара Абделвахаба Азама. Ово модерно издање је базирано на некомплетним и углавном непрецизно фрагментираним копијама пронађеним у Кембриџу, Паризу, Астани, Каиру и Берлину. На овој последњој локацији је постојала најкомплетнија, најмање нетачна и добро очувана арапска верзија оригиналног превода ел-Бондарија.

### Енглески преводи
Постоје бројни преводи на енглески језик, од којих су готово сви скраћене верзије. Џејмс Аткинсон из медицинске службе Британске источноиндијске компаније предузео је превод на енглески у својој публикацији из 1832. године за Оријентални фонд превода Велике Британије и Ирске, који је сада део Краљевског азијатског друштва. У периоду између 1905. и 1925, браћа Артур и Едмонд Ворнер објавили су превод комплетног рада у девет томова. Постоје исто тако модерни некомплетни преводи Шахнаме: Рубен Левијева прозна верзија из 1967. године (коју је касније ревидирао Амин Банани), и још један превод Дика Дејвиса у виду мешавине поезије и прозе који се појавио 2006. године. Нови превод на енглески у виду прозне књиге је објавио Ахмед Сандри 2013. године.

## Изабране илустрације
- Борба Иранаца против Туранаца
- Фарамарз жали смрт свог оца Рустема и стрица
- Састанак са краљем Ардаширом
- Велики везир Бозормерг изазива индијског посланика на партију шаха

### Персијски текстови
- A. E. Bertels (editor), Shax-nāme: Kriticheskij Tekst, nine volumes (Moscow: Izdatel'stvo Nauka, 1960–71) (scholarly Persian text)
- Jalal Khāleghi Motlagh (editor), The Shahnameh, in 12 volumes consisting of eight volumes of text and four volumes of explanatory notes. (Bibliotheca Persica, 1988–2009) (scholarly Persian text). See: Center for Iranian Studies, Columbia University.

### Адаптације
- Rostam: Tales from the Shahnameh, Hyperwerks, 2005, ISBN 978-0-9770213-1-4, Архивирано из оригинала 23. 12. 2019. г., Приступљено 20. 10. 2017
- Rostam: Return of the King, Hyperwerks, 2007, ISBN 978-0-9770213-2-1, Архивирано из оригинала 22. 01. 2020. г., Приступљено 20. 10. 2017
- Rostam: Battle with The Deevs, Hyperwerks, 2008, ISBN 978-0-9770213-3-8, Архивирано из оригинала 12. 08. 2020. г., Приступљено 20. 10. 2017
- Rostam: Search for the King, Hyperwerks, 2010, ISBN 978-0-9770213-4-5, Архивирано из оригинала 12. 08. 2020. г., Приступљено 20. 10. 2017